# Campanula conferta
Campanula conferta är en klockväxtart som beskrevs av A.Dc. Campanula conferta ingår i släktet blåklockor, och familjen klockväxter. Inga underarter finns listade i Catalogue of Life.